# 鲁肃墓 (岳阳市)
鲁肃墓，位于湖南省岳阳市岳阳楼区洞庭北路，岳阳楼以东约500米处，可能为东汉末年孫吳将领鲁肃的衣冠冢或迁葬墓。墓为清光绪十五年（1889年）重修，文革初期墓和亭均毁，1985年重修。1983年10月列为湖南省级文物保护单位。

## 结构
墓碑刻“吴鲁公肃墓”。墓坐东朝西，高6米，直径33米，周围砌石栏杆。墓顶有一六角小亭，通过石级可达，亭柱联为：“拜水上将军，且宜细读亭中记；论东吴霸业，切莫轻看冢里人。”
墓前立有石碑坊，横额刻“威恩大行”四字，坊柱上镌刻楹联：“扶帝烛曹奸，所见在荀彧上；侍吴亲汉胄，此心与武侯同”。